# 小行星7978
小行星7978（英語：7978 Niknesterov）是一颗围绕太阳公转的小行星。1978年9月27日，柳德米拉·切爾尼赫在克里米亚发现了此天体。
这颗小行星的绝对星等为145.47356等。